# Morton Glacier
Morton Glacier är en glaciär i Antarktis. Den ligger i Östantarktis. Nya Zeeland gör anspråk på området. Morton Glacier ligger 213 meter över havet.
Terrängen runt Morton Glacier är varierad. Trakten är obefolkad. Det finns inga samhällen i närheten.